# Александровське (Томський район)
Алекса́ндровське (рос. Александровское) — село у складі Томського району Томської області, Росія. Входить до складу Малиновського сільського поселення.

## Населення
Населення — 922 особи (2010; 969 у 2002).
Національний склад (станом на 2002 рік):
- росіяни — 93 %